# Jed Levy
Jed Levy (* 12. August 1958 in Bryn Mawr, Pennsylvania) ist ein US-amerikanischer Jazzmusiker (Tenorsaxophon, Flöte, Komposition) des Modern Jazz.

## Leben und Wirken
Levy wuchs in New Jersey auf und arbeitete seit den 1980er-Jahren in der New Yorker Jazzszene; sein Mentor war Jaki Byard, mit dem 1984 erste Aufnahmen entstanden. In den folgenden Jahren spielte er mit Musikern wie Don Patterson, Jack McDuff, Ron McClure, Mike Clark, ferner mit Junior Mance, Eddie Henderson, Jack Walrath, dem Vanguard Jazz Orchestra, Shirley Scott, Kevin Mahogany, Gene Bertoncini, Don Friedman, Cedar Walton, Curtis Fuller, Chico O’Farrill, Attila Zoller, Groove Holmes und Tom Harrell. Mit eigenen Bands gastierte er in Spielstätten wie dem Sweet Basil, Blue Note, Birdland, Visiones und Zinc Bar und tourte in Japan; des Weiteren nahm er eine Reihe von Alben unter eigenem Namen auf, meist für SteepleChase Records.
Levy schrieb auch zahlreiche Kompositionen, die von The Headhunters, Don Friedman, Eddie Henderson und Mike Clark eingespielt wurden. Gegenwärtig (2019) leitet er ein  Quartett, dem Phil Robson (Gitarre), Peter Slavov (Bass) und Clarence Penn (Drums) angehören. Im Bereich des Jazz war er zwischen 1984 und 2018 an 34 Aufnahmesessions beteiligt, u. a. auch mit Peter Leitch, Hendrik Meurkens und mit der Bill Mobley Big Band.

## Diskographische Hinweise
- Good People (Reservoir, 1987), mit Peter Leitch, Peter Madsen, Rufus Reid, Billy Hart
- Jed Levy/Rich Messbauer/Jeff Brillinger: Three Bridges to Brooklyn (Out in Space, 1992)
- Sleight of Hand (SteepleChase, 1995), mit George Colligan, Ron McClure, Gerry Gibbs
- Round and Round (SteepleChase, 2002), mit Bill Gerhardt, Mike McGuirk, Jeff Brillinger
- Mood Ellington (SteepleChase, 2004), mit Jack Walrath, Bill Mays, Martin Wind, Jeff Brillinger
- Gateway (SteepleChase, 2006), mit George Colligan, Ugonna Okegwo, Billy Drummond
- Evans Explorations (SteepleChase, 2007), mit François Moutin, Eliot Zigmund
- One Night at the Kitano (SteepleChase, 2008), mit Bill Mays, Ugonna Okegwo, Billy Drummond
- Travelogue (2011), mit Misha Tsiganov, Thomson Kneeland, Alvester Garnett
- Rain (SteepleChase, 2011), mit George Colligan, Ron McClure, Adam Nussbaum
- The Italian Suite (SteepleChase, 2012), mit Misha Tsiganov, Thomson Kneeland, Alvester Garnett